# Economia de Nigèria

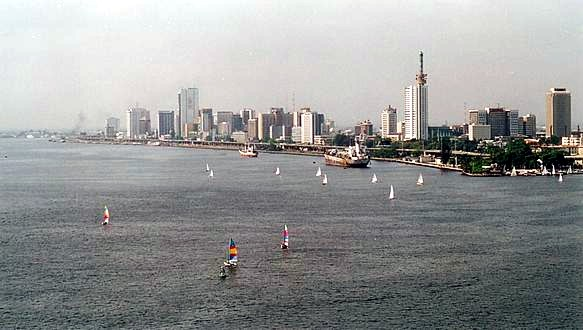
Edificis en Lagos.

Des que en els anys 60 va ser descobert petroli, l'economia de Nigèria va passar de ser agrícola i de pastoratge, a industrial.
Amb 15.600 milions de barrils en reserves de cru i més de 3 milions de m³ de gas natural, és un dels països africans que més s'han desenvolupat. No obstant això, la forta dependència del petroli i el fet que aquest es troba en mans d'empreses estrangeres, fan que hi hagi greus desigualtats socials: mentre la majoria dels nigerians viu amb menys d'un dòlar al dia, existeixen grans fortunes creades amb els diners del petroli. De fet, el 95% de les exportacions de Nigèria i el 75% dels ingressos del seu govern depenen del petroli.
La balança de pagaments és positiva gràcies a l'exportació de cru que es condueix a través de gasoductes des de l'interior fins als ports de l'oceà Atlàntic. Destaca també la indústria petroquímica, d'automòbils i les refineries. Quant a la resta de l'activitat productiva, només té certa importància el cacau, al que es destina el 50% del sòl cultivable i que va dirigit en la seva integritat a l'exportació. L'agricultura i la ramaderia ocupen el 50% de la població, però amb prou feines pot proveir la demanda interna.
Des del 2008 el govern dona mostres de voluntat d'implementar les reformes econòmiques suggerides pel Fons Monetari Internacional, tals com modernitzar el sistema bancari, reduir la inflació controlant les demandes salarials, i resoldre les disputes regionals per control dels guanys de la indústria del petroli. A causa dels baixos preus del petroli, el creixement del PIB va caure per aproximadament 3% el 2015, i les rendes del govern van disminuir, mentre els sectors no petroliers també van sofrir caiguda a causa de la incertesa política. El president Muhammadu Buhari, triat al març 2015, va establir un gabinet de ministres d'economia amb diversos tecnòcratas, i va anunciar plans amb la intenció d'augmentar la transparència, a deixar l'economia menys depenent del petroli, i millorar la recaptació d'impostos. El govern busca fer associacions amb el sector privat en els sectors viari, en l'agricultura i energia.